# Calúmnia
La calúmnia consisteix a imputar un delicte a una persona tot i tenir coneixement que és una falsedat.

## Regulació a Espanya
Delicte regulat als articles 205, 206 i 207 del Codi Penal espanyol.
La calúmnia es castiga amb pena de presó de sis mesos a dos anys, o bé multa de 12 a 24 mesos si es propaga amb publicitat, o bé multa de 6 a 12 mesos.
L'acusat del delicte de calúmnia quedarà exempt de tota pena demostrant el fet criminal que va imputar.